# Мария д’Альбре (графиня Ретеля)
Мария д’Альбре (фр. Marie d’Albret; 25 марта 1491 — 27 октября 1549) — графиня Ретеля с 1500 года. Старшая дочь Жана д’Альбре (ум. 10.05.1524), сира д’Орваль, губернатора Шампани, и его жены Шарлотты Неверской (1472 — 23.08.1500), графини Ретеля.

## Биография
С 1500 года, после смерти матери — графиня Ретеля.
В 1504 году (25 января) вышла замуж за своего кузена Карла II Клевского (ум. 17.08.1521), графа Невера. Единственный ребёнок:
- Франсуа I Клевский (02.09.1516 — 13.02.1561) — первый герцог Невера, граф Ретеля.

После смерти мужа (1521) правила графством Невер в качестве регента при несовершеннолетнем сыне.
В 1525 году была вынуждена уступить графство Ретель, сеньории Дузи, Сен-Веран и Розуа своей младшей сестре Шарлотте и её мужу Оде де Фуа. Их дочь Клод умерла в 1554 году бездетной, и графство Ретель перешло к её двоюродному брату, сыну Марии д’Альбре Франсуа I Клевскому.
В числе потомков Марии д’Альбре — император Священной Римской империи Франц I Стефан, французский король Людовик XVI и его жена Мария-Антуанетта, и многие другие известные персоны.